# Ramin Niami
Ramin Niami (persky رامین نیامی) je íránský filmový režisér, producent a herec. V roce 1989 byl střihačem filmu The Houseguest režiséra Franze Harlanda. Během své kariéry se podílel na více než dvaceti dokumentárních filmech. Rovněž natočil několik hraných filmů, jako Někde ve městě (1998) a Paříž (2003). K těmto dvěma snímkům složil hudbu John Cale, který se jako herec představil i ve filmu The Houseguest. Jeho manželkou je herečka Karen Robson. V roce 2014 pracoval na dosud nedokončeném filmu, který měl být adaptací románu Random Acts of Senseless Violence od Jacka Womacka.

## Filmografie
- The Houseguest (1989) – střih
- Warrior: The Life of Leonard Peltier (1991) – produkce
- Manhattan podle čísel (1993) – produkce
- Někde ve městě (1998) – režie, scénář, produkce, střih
- Paříž (2003) – režie, scénář, produkce, střih
- Babe's and Ricky's Inn (2011) – režie, scénář, produkce, střih
- Shirin in Love (2014) – režie, scénář, produkce, střih
- Magic Lantern (2018) – produkce
- Eye Without a Face (2020) – režie, scénář, produkce